# Bruce Bethke
Œuvres principales
- Headcrash
- Cyberpunk

Bruce Bethke, né en avril 1955 à Milwaukee dans le Wisconsin, est un auteur américain, surtout connu pour sa nouvelle Cyberpunk (1983) qui a conduit à l’utilisation généralisée de ce terme, y compris pour le sous-genre cyberpunk de science-fiction. Son roman Headcrash a remporté le prix Philip-K.-Dick 1996 pour le meilleur roman de science-fiction publié au format poche aux États-Unis.
Les réflexions rassemblées par Bruce Bethke sur la sous-culture cyberpunk sont disponibles sur son site Web, dans un essai intitulé The Etymology of Cyberpunk.  
Bruce Bethke a été juge du prix Philip-K.-Dick 2013 .

## Vie privée
Bruce Bethke vit dans le Minnesota où il travaille en tant que développeur de logiciels de superordinateurs. 

## Controverse

### Cyberpunk
Initialement rédigé en 1980 sous la forme d'une série de nouvelles, le roman final a été acheté par un éditeur aux termes d'un contrat exclusif interdisant à Bruce Bethke de vendre le roman à un autre éditeur. L'éditeur a décidé de ne pas publier le roman, ce qui a entraîné plusieurs années de batailles juridiques sur les droits du livre. Bruce Bethke a une version téléchargeable du roman disponible au prix de cinq dollars sur son site Web. 
Lorsqu’on lui a demandé, lors d’une interview en 2005, « Pourquoi votre livre Cyberpunk n’a-t-il jamais été publié quand vous l'avez vendu à un éditeur en 1989 ? », il répondit: « Ah, eh bien, le recul est 20/20. Le livre n'a jamais été publié parce que l'éditeur détestait la fin et j'ai refusé de la réécrire. Ce que l'éditeur voulait que j'écrive, c'est une « couverture de Frazetta » se terminant; vous savez, le héros, au centre de la scène, avec une arme puissante dans les mains, une fille à moitié dénudée et tremblant à ses pieds et les cadavres maculés de sang de ses nombreux ennemis empilés tout autour. Pour arriver à cette fin, il aurait fallu que le personnage principal commette un massacre à l'intérieur d'une école - c'est ce que l'éditeur m'a spécifiquement demandé d'écrire - mais même dix ans avant Columbine, cette idée m'avait complètement révoltée. Alors j'ai refusé de l'écrire. Peut-être l'éditeur avait-il raison. Peut-être que le livre se serait bien vendu avec une fin fantasmatique de vengeance imbibée de sang. Mais les ventes ne sont pas tout. »

## Récompenses
Headcrash a remporté le prix Philip-K.-Dick 1996 pour le meilleur roman de science-fiction publié au format poche aux États-Unis.

## Anthologie
Bruce Bethke est actuellement créateur et rédacteur en chef de la série d'anthologies mensuelles Stupefying Stories qu'il a commencé à publier en 2012. 

## Œuvres

### SérieRobots et extra-terrestres d'Isaac Asimov
- Franc-tireur, J'ai lu, coll. « Science-fiction », 1992 ((en) Maverick, Ace Books, 1990), trad. Pierre K. Rey  (ISBN 2-277-23094-4)Paru dans Humanité , troisième tome de la série Robots et extra-terrestres d'Isaac Asimov

### Romans indépendants
- (en) Headcrash, 1995
- (en) Rebel Moon, 1996Écrit avec Vox Day.
- (en) Wild Wild West, 1999